# Peugeot Typ 96
Der Peugeot Typ 96 ist ein frühes Automodell des französischen Automobilherstellers Peugeot, von dem 1907 im Werk Audincourt 55 Exemplare produziert wurden.
Die Fahrzeuge besaßen einen Vierzylinder-Viertaktmotor, der vorne angeordnet war und über Kardan die Hinterräder antrieb. Der Motor leistete aus 2207 cm³ Hubraum mit einer Bohrung von 86 mm und einem Hub von 95 mm 12 PS.
Es gab nur das Modell 96 B. Bei einem Radstand von 303,5 cm betrug die Spurbreite 135 cm. Die Karosserieform Doppelphaeton bot Platz für vier Personen.